# Le Bouchaud

Le Bouchaud este o comună în departamentul Allier din centrul Franței. În 1 ianuarie 2022 avea o populație de 193 de locuitori.